# Мазитов, Амир Нуриахметович
Мазитов Амир Нуриахметович (11 декабря 1928, Бондюжский, Бондюжский поссовет, Челнинский кантон, Татарская АССР, РСФСР, СССР — 23 марта 1992, Казань) — советский живописец, педагог. Заслуженный художник РСФСР (1970). Лауреат премии Ленинского комсомола (1968). Член Союза художников СССР.

## Биография
Амир Нуриахметович Мазитов родился 11 декабря 1928 года в посёлке Бондюжский ныне г. Менделеевск, Татарстан. Амир был старшим из шестерых детей в семье: младший брат Ленар появился на свет, когда самому Мазитову исполнилось 20 лет.
В 1932, когда Амиру было всего 4 года, его семья переезжает в Набережные Челны, а в 1937 — в Казань. Частые переезды были напрямую связаны с профессией отца будущего художника — журналиста газеты «Красная Татария», а начиная с 1937 вплоть до пенсии работником газеты «Социалистик Татарстана».
В 1949 году окончил Казанское художественное училище. Дипломная работа художника оценивается по достоинству и в Москве её признают лучшей среди выпускников художественных училищ того года. В 1950-м без вступительных экзаменов поступает в Ереванский художественный институт, где отучится только два семестра, после чего переводится в Московский художественный институт имени Сурикова на факультет станковой живописи под руководством мастера Мочальского.
После окончания ВУЗа в 1955 году Мазитов по распределению уезжает в Ярославль, где прожил четверть века, изначально преподавая в Ярославском художественном училище. В 1957 его «Утро на привале» участвует на международной художественной выставке в Москве, посвященной VI Всемирному фестивалю молодёжи и студентов. Ей дали высокую оценку зрители и пресса, произведение репродуцировалось в журналах и на открытках. Картина полна воздуха, проникнута искренним чувством любви к Родине.
С 1958 года — член Союза художников СССР; в 1964—1968 и 1970—1977 годах — председатель правления Ярославского Союза художников.
Именно в Ярославле художник получает звание «Заслуженный художник РСФСР» в 1970, несколько раз становится председателем Ярославского Союза художников, а в 1968 удостаивается премии Ленинского Комсомола, за тематический цикл «Барабанщик», «Сигнал», «Чайка».
В 1979 году возвращается в Казань. После возвращения мастеру предоставляют мастерскую по адресу Дзержинского, 27. С 1988 по 1991 являлся членом Правления Художников Татарской Автономной Советской Социалистической Республики. С 1982 года — председатель правления Союза художников Татарской АССР.
Он плодотворно работает над созданием образа Казани и её окрестностей. Свои замыслы Мазитов воплотил в полотнах «Зимний город», «Улица Комлева», в триптихе «Сказанием встаёт Казань».
В 1965 году Мазитов женится, в 1973 году у него рождается дочь Карина.

## Творчество
Работы А. Мазитова выставлялись на многих Всесоюзных и зарубежных выставках в Финляндии, Москве (1954, 1957), Вене (1959) и др.
А. Н. Мазитов работал в разнообразных жанрах: это и монументальная и станковая живопись, исторические и бытовые темы, пейзажи, портреты и натюрморты.
Автор картин:
- «Утро на привале»
- «У финиша» (1957)
- «Майское утро»
- «Зимняя сказка» (1960)
- «Чайка» (1964)
- «Барабанщик» (1967)
- «Сигнал»
- «Портрет скульптора Коненкова» (1971)

## Память
С 2005 года в Казани работает музей Амира Мазитова.
В 2008 году на доме, где работал А. Мазитов, была установлена мемориальная доска, изготовленная скульптором Г. А. Зяблицевым.

## Звания и награды
- Заслуженный художник РСФСР (1970)
- Лауреат премии Ленинского комсомола (1968)
- Лауреат областной премии ярославского комсомола (1970)[2]